# Casbe
Casbe war ein Volumenmaß für Öl und Milch auf Malta.
- 1 Casbe = 0,1553 Liter

Die Maßkette war
- 1 Barile(Öl) = 2 Caffisi = 8 Quarte/Viertel = 32 Quartucci = 128 Terzi = 256 Casbe = 2004,2 Pariser Kubikzoll = 39,755 Liter[1]
- 1 Caffiso = 19,876 Liter